# 蜂谷豊彦
蜂谷 豊彦（はちや とよひこ、1963年 - ）は、日本の経営学者、会計学者。国立大学法人一橋大学理事・副学長、一橋大学大学院経営管理研究科教授。元一橋大学大学院経営管理研究科・商学部長。博士（学術）。日本証券アナリスト協会証券アナリストジャーナル賞受賞。

## 人物・経歴
茨城県生まれ。茨城県立土浦第一高等学校卒業。1985年一橋大学経済学部卒業。美濃口武雄ゼミ出身。同年三菱総合研究所入社。1993年一橋大学大学院商学研究科博士後期課程単位取得満期退学。大学院では伊藤邦雄の指導を受けた。同年東京工業大学工学部経営システム工学科助手に就任し古川浩一の指導を受ける。1996年、論文「日本企業の投資決定プロセス」で東京工業大学より博士（学術）の学位を取得。
1994年青山学院大学経営学部専任講師。1996年同助教授。1998年東京工業大学大学院社会理工学研究科経営工学専攻助教授。同准教授を経て、2009年一橋大学大学院商学研究科経営講座教授。同年、論文「株主構成と株式超過収益率の検証―市場志向的ガバナンスのわが国における有効性―」により、日本証券アナリスト協会証券アナリストジャーナル賞受賞。2015年一橋大学大学院商学研究科長。2018年国立大学法人一橋大学理事・副学長。

## 著書
- 『企業経営の財務と会計』（中村博之と共著）朝倉書店 2001年
- 『キャッシュ・フロー会計と企業評価』（伊藤邦雄責任編集, 桜井久勝, 百合草裕康と共著）中央経済社 2004年、第2版2006年
- 『ベンチャー評価モデルの構築と新規株式公開アノマリーの解明』東京工業大学 2006年
- 『基礎からのコーポレート・ファイナンス』（古川浩一,中里宗敬, 今井潤一と共著）中央経済社 2006年
- 『コーポレート・ファイナンスの考え方』（古川浩一,中里宗敬, 今井潤一と共著）中央経済社 2013年